# FaceFX
FaceFX — программное обеспечение для создания лицевой анимации с целью её последующего применения в компьютерных играх, а также в других трёхмерных приложениях; разработано американской компанией OC3 Entertainment. За несколько лет программное обеспечение было использовано в более, чем 150 компьютерных играх, в числе которых: Mafia II (компания 2K Czech, 2010 год), Alan Wake (Remedy Entertainment, 2010), Red Dead Redemption (Rockstar San Diego, 2010), Batman: Arkham Asylum (Rocksteady Studios, 2009), Lost: Via Domus (Ubisoft Montreal, 2008) и другие.
Программное обеспечение FaceFX может распознавать речь из аудиофайлов, преобразуя её (с последующей возможностью для разработчиков вносить правки) в анимацию лиц компьютерных героев; программа способна распознать 42 фонемы, чтобы создать более точную и корректную мимику, также программа может создавать произвольные (или в заданном порядке) мимические движения, например, движения бровями, мигания глазами и т.д. Анимация может быть экспортирована из FaceFX в популярные редакторы трёхмерной графики, такие как 3ds Max, Maya, MotionBuilder или Softimage.
ПО FaceFX используется в связке со многими игровыми движками; встроено в пакет инструментов игрового движка Unreal Engine 3 и его бесплатную версию — Unreal Development Kit. 

## Список игр, использующих FaceFX
Приведенный ниже список, указанный согласно официальному сайту технологии, не является полным. 
- 2002 — America's Army разработки армии США
- 2002 — Deus Ex: Invisible War разработки Ion Storm
- 2004 — Unreal Tournament 2004 разработки Epic Games
- 2004 — Tom Clancy's Splinter Cell: Pandora Tomorrow разработки Ubisoft
- 2004 — Thief: Deadly Shadows разработки Ion Storm
- 2004 — The Chronicles of Riddick: Escape from Butcher Bay разработки Starbreeze Studios
- 2005 — Pariah разработки Digital Extremes
- 2005 — The Matrix: Path of Neo разработки Shiny Entertainment
- 2006 — Neverwinter Nights 2 разработки Obsidian Entertainment
- 2007 — Assassin's Creed разработки Ubisoft
- 2007 — Overlord разработки Triumph Studios
- 2008 — Lost: Via Domus разработки Ubisoft
- 2008 — Ghostbusters: The Video Game разработки Terminal Reality
- 2009 — The Saboteur разработки Pandemic Studios
- 2009 — Karaoke Revolution разработки Blitz Games
- 2009 — Assassin's Creed 2 разработки Ubisoft
- 2009 — Dragon Age: Origins разработки BioWare
- 2009 — Magna Carta 2 разработки SoftMax
- 2009 — Halo 3: ODST разработки Bungie Studios
- 2009 — Batman: Arkham Asylum разработки Rocksteady Studios
- 2009 — Wolfenstein разработки Raven Software
- 2009 — Hannah Montana: Rock Out the Show разработки Disney Interactive
- 2009 — Bionic Commando разработки GRIN
- 2009 — Overlord II разработки Triumph Studios
- 2010 — Mass Effect 2 разработки BioWare
- 2010 — Dance Central разработки Harmonix
- 2010 — Assassin's Creed: Brotherhood разработки Ubisoft
- 2010 — Test Drive Unlimited 2 разработки Eden Games
- 2010 — Dragon Age II разработки BioWare
- 2010 — Heavy Rain разработки Quantic Dream
- 2010 — Battlefield: Bad Company 2 разработки DICE
- 2010 — Metro 2033 разработки 4A Games
- 2010 — Red Dead Redemption разработки Rockstar San Diego
- 2010 — Alan Wake разработки Remedy Entertainment
- 2010 — Mafia II разработки 2K Czech
- 2010 — Fallout: New Vegas разработки Obsidian Entertainment
- 2011 — Deus Ex: Human Revolution разработки Eidos Interactive
- 2012 — Hitman: Absolution разработки IO Interactive
- 2013 — Metro: Last Light разработки 4A Games
- 2013 — Grand Theft Auto V разработки Rockstar North